# Miadzwiodauka (rejon mohylewski)
Miadzwiodauka (biał. Мядзвёдаўка; ros. Медвёдовка) – wieś na Białorusi, w obwodzie mohylewskim, w rejonie mohylewskim, w sielsowiecie Kadzina, nad Rudzieją.
Odnaleziono tu kultowego kamiennego niedźwiedzia z okresu przedchrześcijańskiego. Obecnie kamień znajduje się w zbiorach Mohylewskiego Regionalnego Muzeum Historii Lokalnej im.  Eudakima Ramanawicza Ramanaua.
Wieś Niedźwiadówka ekonomii mohylewskiej w drugiej połowie XVII wieku. 